# Helmer Flensborn

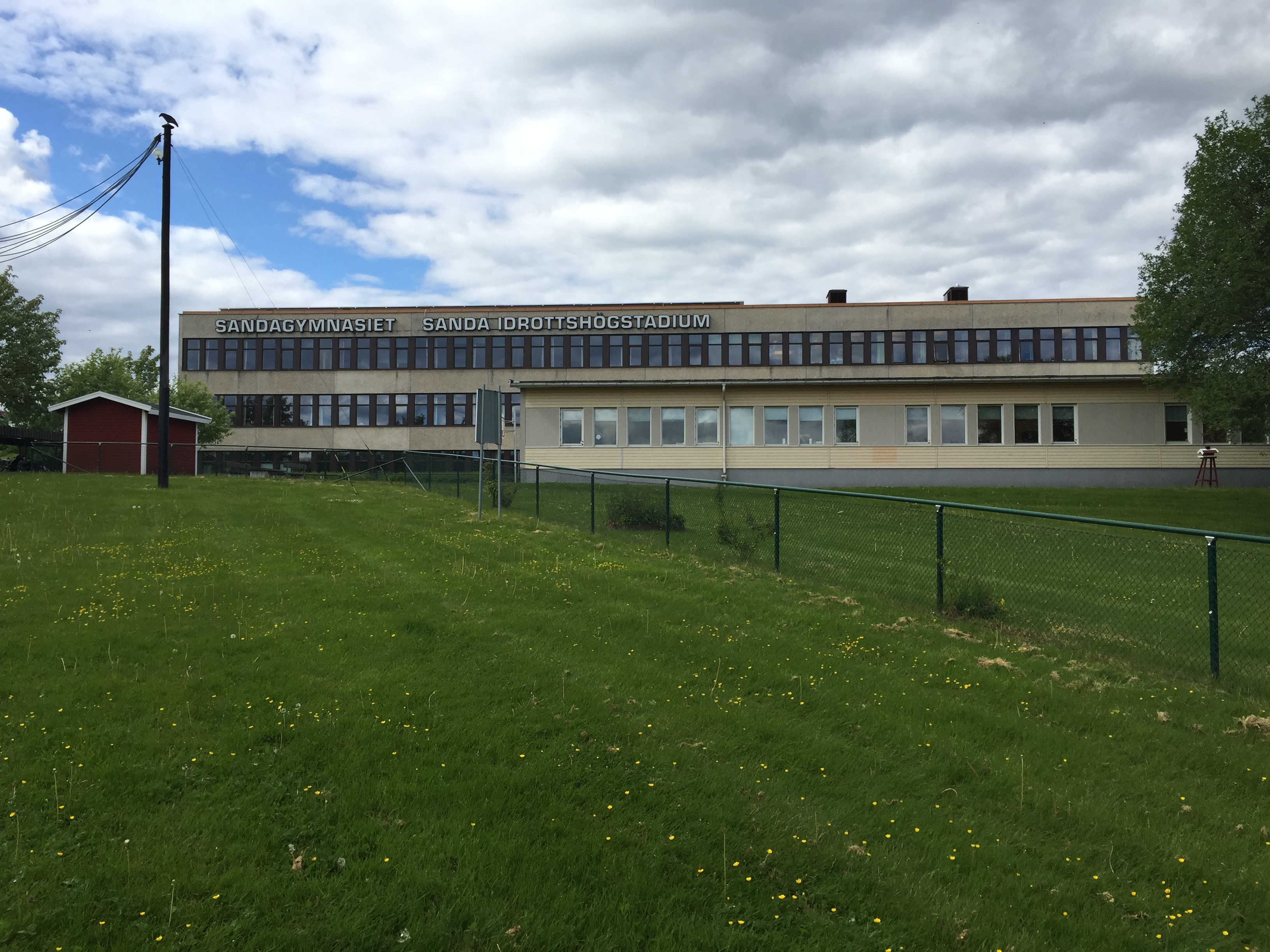
Sandagymnasiet i Huskvarna (1970)

Ture Helmer Flensborn, född 18 oktober 1911 i Genarps församling i dåvarande Malmöhus län, död 11 januari 2000 i Huskvarna församling i Jönköpings län, var en svensk arkitekt.
Helmer Flensborn var son till lantbrukaren Anders Andersson och Maria Christensson. Han avlade studentexamen i Lund 1933 och gick senare på Kungliga Tekniska Högskolan (KTH) där han tog examen 1939.
Flensborn var anställd vid Skånska cementgjuteriet (sedermera Skanska) i Malmö och AB Ivöverken 1935. Därefter bytte han arbetsplats nästan årligen. Han kom till Byggnadsstyrelsen 1936, till länsarkitektkontoret i Västernorrlands län 1937, till arkitekt Cyril Marcus i Stockholm 1938, till Lundqvist och Huddéns Tegel och Trävaru AB 1939, till stadsarkitekt Birger Borgström i Södertälje 1940 och till Försvarets fabriksstyrelse 1942. Vidare kom han till bostadsstyrelsen i Stockholm 1946 och till länsarkitektkontoret i Stockholm 1947 innan han blev stadsarkitekt i Huskvarna och Gränna samt distriktsarkitekt i Norrahammars köping och Månsarps och Tenhults landskommuner från 1948.
Han startade egen rörelse vid namn Helmer Flensborns arkitektkontor AB 1940. Bland hans arbeten märks Missionskyrkan i Huskvarna och ett stort antal skolanläggningar, bland annat gymnasiet i Huskvarna. 
Han hade också olika förtroendeuppdrag. Han var styrelseledamot i AB Allconsult Huskvarna från 1959 och ledamot av Huskvarna skönhetsråd.
Helmer Flensborn gifte sig 1941 med Maj-Britt Qvist (1918–2001), dotter till köpmannern A J Qvist och Märta Sköldberg. De fick sönerna Anders (född 1941) och Göran (född 1943) samt dottern Christina Flensborn Ericson (1949–2015), som blev radiojournalist.